# Інертність (фізика)
Інертність — здатність тіла зберігати свою швидкість і напрямок руху під час дії на нього зовнішньої сили. Більш інертні тіла повільніше змінюють швидкість при прикладенні до них сили. Згідно другого закону Ньютона, прискорення, тобто швидкість зміни швидкості, пов'язане з силою що діє на тіло як:
{\displaystyle {\vec {F}}=m{\vec {a}}}
де m — інерційна маса тіла, що є чисельною мірою інертності. Згідно принципу еквівалентності інерційна маса дорівнює гравітаційній масі (тобто тій, що фігурує у законі всесвітнього тяжіння). Через це обидві величини називають просто масою. Одиницею вимірювання маси є кілограм.
При обертальному русі мірою інертності є момент інерції.